# Боца Мулино (Варезе)
Боца Мулино је насеље у Италији у округу Варезе, региону Ломбардија.
Према процени из 2011. у насељу је живело 34 становника. Насеље се налази на надморској висини од 200 м.